# Marie Michelet
Marie Elisabeth Michelet, född Storjohann den 10 mars 1866 i Bergen, död den 3 april 1951 i Oslo, var en norsk författare, kvinnosaksförespråkare och samhällsreformator. Hon var även aktiv i nykterhetsrörelsen i Norge. Hon var dotter till Johan Storjohann. Från 1888 var hon gift med Simon Michelet.
Marie Michelet utgav rad mycket spridda böcker för barn och ungdom, Puk (1901), Hos mormor (1902), I svalehuset (1903) och Usynlige magter (1906). Hon var vice ordförande i "Norske kvinders nationalraad".